# Neresnica (rzeka)
Neresnica – niewielka rzeka w środkowej Słowacji, lewobrzeżny dopływ Slatiny. Długość 25,5 km.
Źródła w Kotlinie Pliešovskiej, na wysokości ok. 460 m n.p.m., na południowo-zachodnich stokach góry Breh (586,8 m n.p.m.). Spływa łukiem ku północnemu zachodowi, a poniżej wsi Sása ku północy. Jej tok meandruje, po czym koryto rozdwaja się, a rzeka przez 1,5 km płynie w dwóch odnogach, które łączą się przed wsią Dobrá Niva. Koło wsi Breziny opuszcza Kotlinę Pliešovską i głęboko wcina się w północno-zachodnią część Jaworia. Płynie przez to pasmo górskie najpierw w kierunku północno-wschodnim, po czym skręca ku północy. Tu, na terenie osady Neresnica, wypływa na teren Kotliny Zwoleńskiej i jednocześnie w granice miasta Zwolenia, gdzie na wysokości ok. 270 m n.p.m. uchodzi do Slatiny.